# Parti du renouveau démocratique (Bénin)
Pour les articles homonymes, voir Renouveau démocratique et Parti du renouveau démocratique.
Le Parti du renouveau démocratique (PRD) est un parti politique du Bénin, fondé en 1990 par Adrien Houngbédji et de nombreux exilés politiques béninois.
Lors des élections législatives de 2007, le PRD est arrivé en troisième position en obtenant 10 des 83 sièges à l'Assemblée nationale.
En 2015, son candidat, Emmanuel Zossou, est élu maire de la capitale, Porto-Novo.
En 2022, le parti fusionne dans l'Union progressiste qui prend le nom actuel d'Union progressiste pour le renouveau.

## Résultats électoraux
- Législatives 1991 - 9 sièges, en alliance avec le Parti national pour la démocratie et le développement[3].
- Législatives 1995 - 18 sièges[4]
- Législatives 1999 - 11 sièges[5]
- Législatives 2003 - 11 sièges[6]
- Législatives 2007 - 10 sièges[7]
- Municipales 2015 - Emmanuel Zossou maire de la capitale Porto-Novo[1]